# Cliff Ronning
Clifford John Ronning, detto Cliff (Burnaby, 1º ottobre 1965), è un ex hockeista su ghiaccio canadese.

## Carriera
Cliff Ronning fu settima scelta (134º assoluto) dei St. Louis Blues nel 1984. Ronning ha giocato per quasi vent'anni nella NHL, tranne nel 1989–90, anno in cui arrivò in Italia per giocare nelle file dell'HC Asiago, mettendo a segno ben 135 punti in 42 partite.